# La orilla (película de 1971)
La orilla es una película española estrenada en 1971 y dirigida por Luis Lucia, en el que fue uno de sus últimos trabajos, Está protagonizada por Julián Mateos, María Dolores Pradera en su última intervención en el cine, Dyanik Zurakowska, Yelena Samarina, María Isbert, Tina Sainz, Tomás Blanco y Antonio Pica, entre otros.
Se trata de un drama ambientado en la Guerra civil española con elementos de cine bélico, religioso y romántico. Actualmente la película es revisada como pro-franquista por algunos diálogos y situaciones, pese a su intento de presentar cierta reconciliación y hermanamiento de los dos bandos, y no caer en los tópicos tan negativos y evidentes sobre el bando republicano de otras producciones cinematográficas de principios de la posguerra. 

## Sinopsis
Juan (Julián Mateos), un teniente miliciano de la CNT, es herido durante una misión de la Guerra civil españolapor lo que se esconde en un convento de monjas, quienes deciden no entregarlo. La convivencia con las monjas, junto al enamoramiento de una joven novicia, hace que reflexione sobre sus ideas.

## Reparto completo
- Julián Mateos - Juan
- María Dolores Pradera - Madre Superiora
- Dyanik Zurakowska - Novicia Leticia
- Yelena Samarina - Sor María
- María Isbert - Madre Francisca
- Tina Sainz - Novicia Araceli
- Tomás Blanco -  Cura Don Senén
- Antonio Pica -  Capitán Losada
- Pedro Luis Lozano - Niño
- Álvaro de Luna -  Comandante republicano
- David Areu - Teniente García
- César Bonet - Capitán republicano
- Ramón Lillo - Sargento
- Antonio del Real - Centinela
- Lola Lemos  - Madre Marcela
- Betsabé Ruiz - Hermana Eugenia
- María Pinar
- Clara Martínez - Madre Cayetana

## Premios
Medallas del Círculo de Escritores Cinematográficos
| Año  | Categoría    | Película            | Resultado |
| ---- | ------------ | ------------------- | --------- |
| 1970 | Mejor música | Alfonso Santisteban | Ganador   |